# Łopuszańska Business Park
Łopuszańska Business Park – kompleks biurowy, składający się z dwóch niezależnych 6-kondygnacyjnych budynków, które oferują łącznie 16 800 m² nowoczesnej powierzchni biurowej do wynajęcia w Warszawie w dzielnicy Włochy.

## Opis
Zespół dwóch budynków biurowych o 6 kondygnacjach naziemnych i dwóch podziemnych mieszczących garaże podziemne na 323 samochody. Budynek A o powierzchni 8 300 m², budynek B 8 500 m². Duże przeszklone okna zapewniają dobry dostęp światła naturalnego. Pomiędzy budynkami znajduje się wewnętrzne patio wypełnione zielenią i małą architekturą. Posiadają nowoczesne rozwiązania wnętrza z infrastrukturą wymaganą dla nowoczesnych biurowców: klimatyzacja, podnoszone podłogi, podwieszane sufity, czujniki dymu, wykładzina, kable światłowodowe itp.
Architektem budynku jest Ludwik Konior z biura architektonicznego Montois Partners z Brukseli.